# 気管支肺胞洗浄液検査
気管支肺胞洗浄液検査（きかんしはいほうせんじょうえきけんさ）とは、気道内に注入した生理食塩水を回収し、細胞数・細胞分画などを調べる検査である。

## 概要

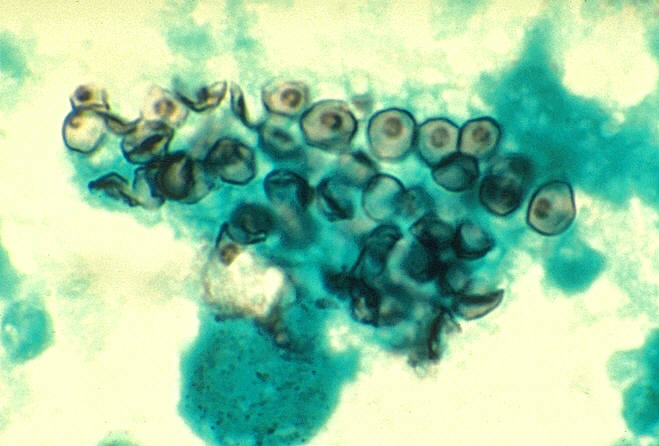
BAL塗抹標本でみられたニューモシスチス

気管支肺胞洗浄液（BALF、broncho-alveolar lavage fluid、bronchial wash）とは、気管支鏡で気道内に注入した生理食塩水を回収したものである。
これには、肺胞領域、気管支・細気管支の被覆液が含まれており、細胞分画・数・病原体などを調べることにより、肺生検よりは少ないリスクで、肺の病態に関する貴重な情報が得られる。
気管支肺胞洗浄（BAL、broncho-alveolar lavage）は、米国のRaynoldsとNewballにより、1974年に開発された。
気管支肺胞洗浄液（BALF）検査の主な適応を以下に記す。
- びまん性の肺疾患の診断の補助
  - 間質性肺炎、過敏性肺臓炎、薬剤性肺炎、好酸球性肺炎、特発性器質化肺炎[※ 1]、多発血管炎性肉芽腫症、サルコイドーシス、塵肺、肺胞蛋白症、びまん性肺胞出血症候群[※ 2]、など。
- 喀痰からの検出が困難な病原微生物の検出[1][2]
  - 粟粒結核、サイトメガロウイルス]肺炎、真菌性肺炎（アスペルギルス、クリプトコッカスなど）、ニューモシスチス肺炎、レジオネラ肺炎、など。
- 喀痰からの検出が困難な悪性腫瘍細胞の検出
  - 肺胞上皮癌[※ 3]、リンパ管型転移性肺腫瘍、白血病の肺浸潤、など。[1]

### 気管支肺胞洗浄液（BALF）の採取

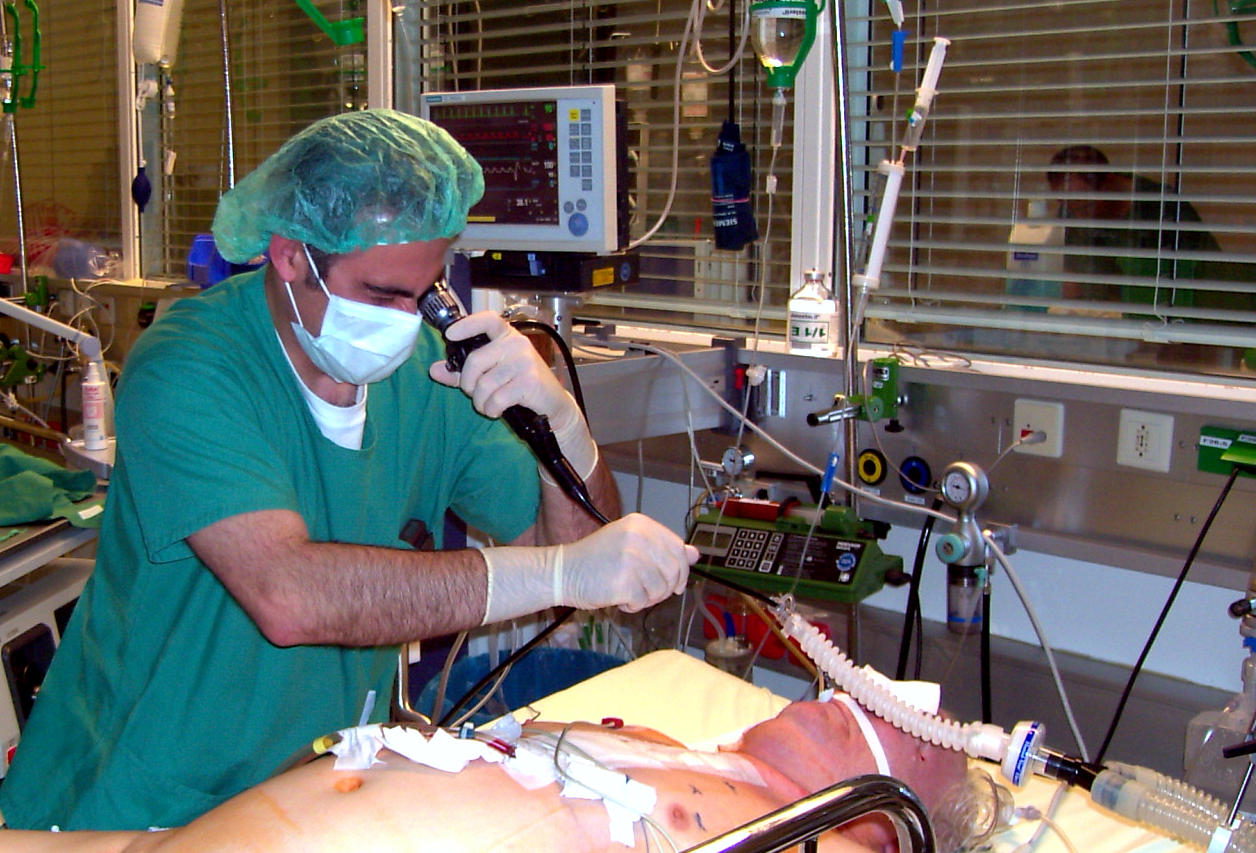
気管支鏡による気管支肺胞洗浄

気管支内視鏡を、限局性の肺病変なら当該部位、びまん性の病変の場合は、通常、右肺の中葉または左肺の舌区の気管支に挿入し、
生理食塩水を20-50 mL注入して回収する操作（気管支肺胞洗浄、bronchoalveolar labage、BAL、バル）を繰り返して検体を得る。

## 基準値

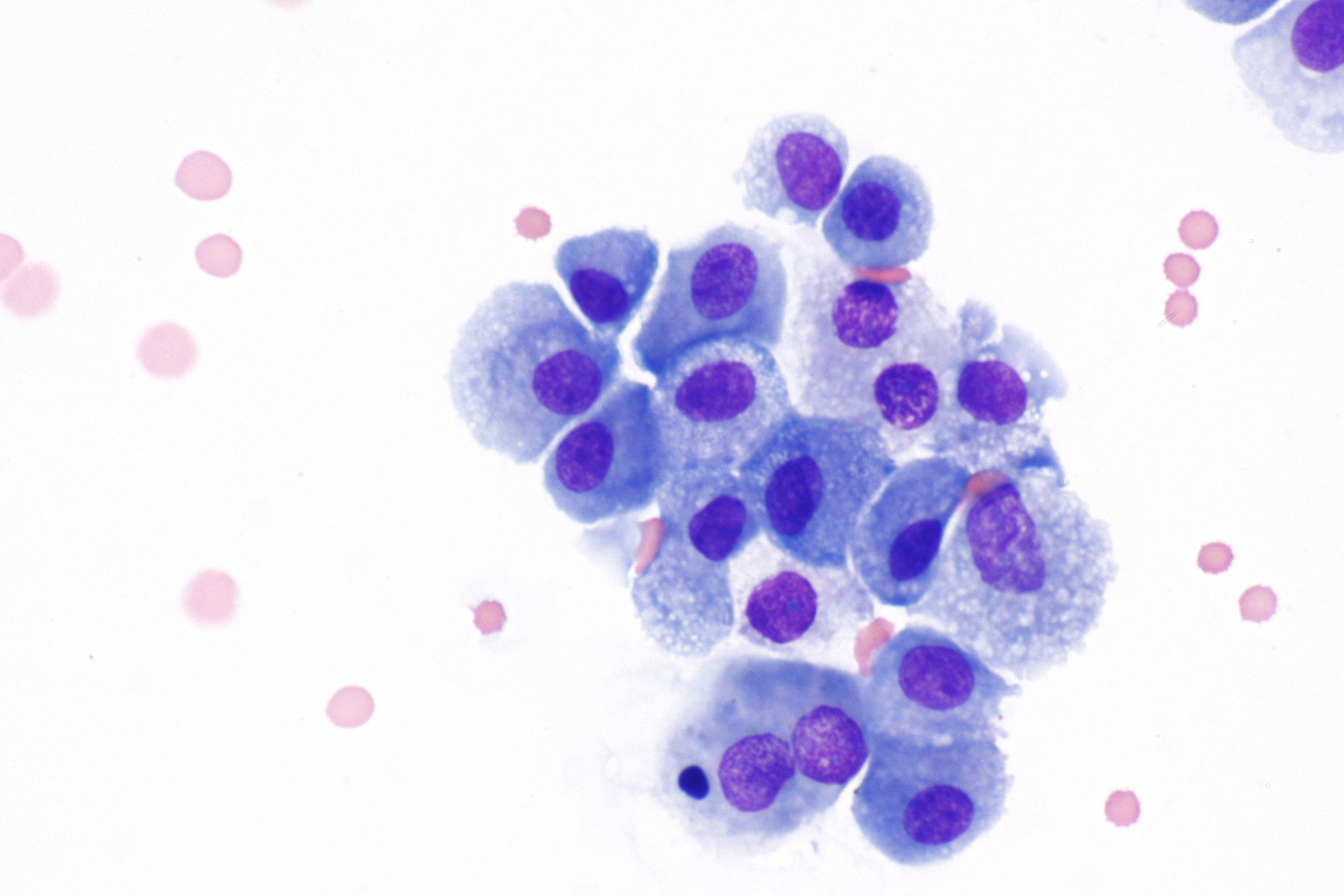
マクロファージ（BAL）

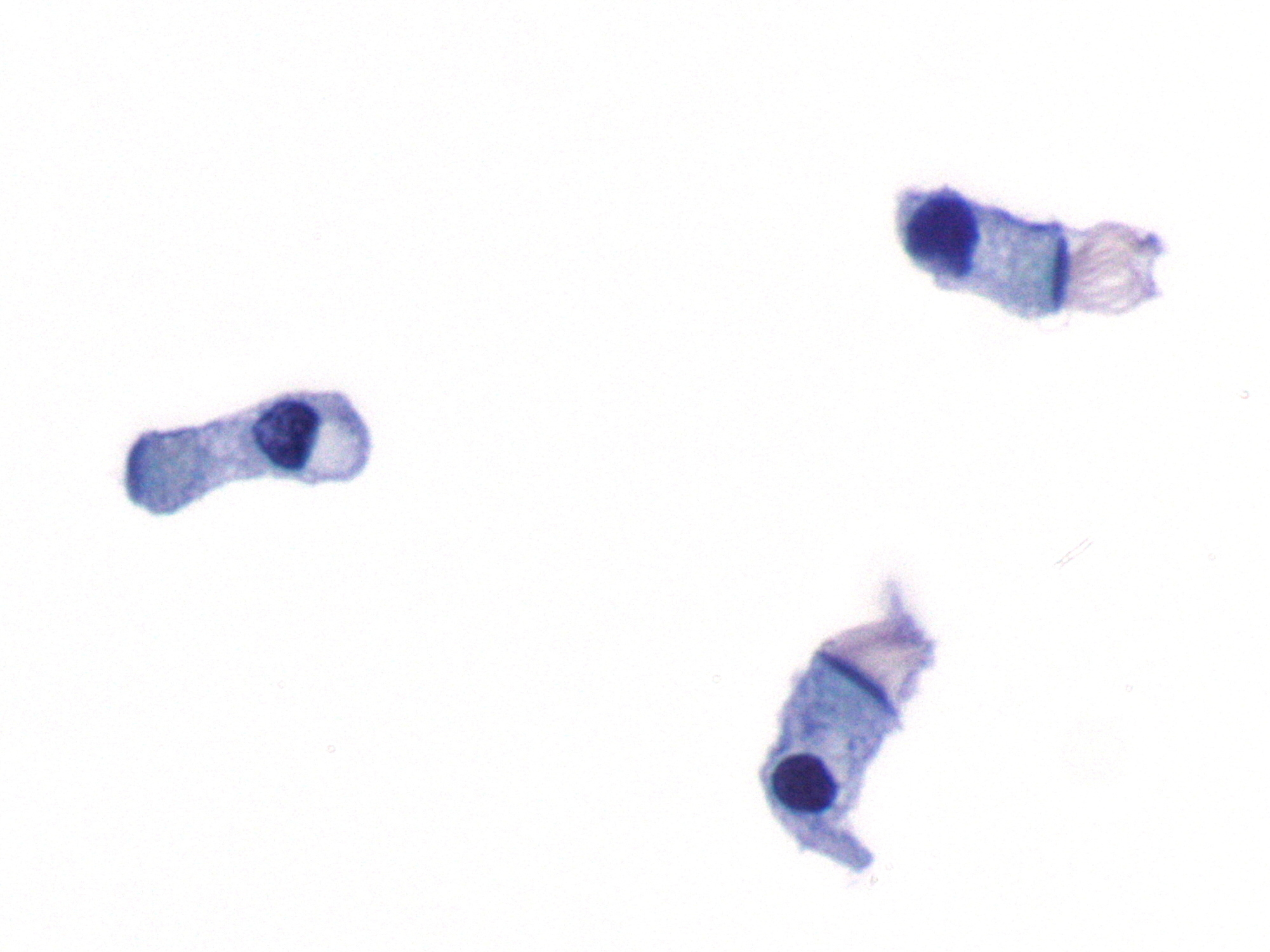
気管支上皮細胞（BAL）

気管支肺胞洗浄液（BALF）の細胞数は、健常非喫煙者：61.3±35.7( × 103／mL）、喫煙者：237.8±157.7( × 103／mL）　とされる。喫煙者では、マクロファージ増加のため、回収される細胞総数が増える。
健常成人（非喫煙者）の細胞分画を表に示す。
| マクロファージ             | ＞85%   |
| リンパ球                   | 10-15%  |
| リンパ球CD4+/CD8+比        | 0.9-2.5 |
| 好中球                     | ≦3%     |
| 好酸球                     | ≦1%     |
| 扁平上皮／円柱繊毛上皮細胞 | ≦5%     |

喫煙者においては、細胞分画では、マクロファージが増加し、リンパ球の比率が減少する。また、リンパ球のCD4陽性細胞/CD8陽性細胞比が低下する。

## 気管支肺胞洗浄液（BALF）の性状と疾患
| BALF性状                                                    | 疾患                                                                                             |
| ----------------------------------------------------------- | ------------------------------------------------------------------------------------------------ |
| 米のとぎ汁様の洗浄液、 PAS染色陽性の細胞                    | - 肺胞蛋白症                                                                                     |
| 含鉄小体の存在                                              | - 石綿肺                                                                                         |
| 血性の洗浄液、 マクロファージ内のヘモジデリン（鉄貪食細胞） | - びまん性肺胞出血症候群                                                                         |
| リンパ球増多                                                | - 過敏性肺臓炎 - サルコイドーシス - 放射線肺炎 - 慢性ベリリウム肺 - 特発性器質化肺炎（COP）      |
| 好酸球増多                                                  | - 好酸球性肺炎 - アレルギー性肉芽腫性血管炎（旧名Churg Strauss 症候群） - 薬剤性肺炎             |
| 好中球増多                                                  | - 細菌性肺炎 - 慢性気道感染症（びまん性汎細気管支炎、気管支拡張症） - 急性呼吸窮迫症候群（ARDS） |
| CD4+/CD8+上昇                                               | - サルコイドーシス - ベリリウム肺 - 金製剤肺臓炎 - 珪肺 - 農夫肺 - 膠原病                        |
| CD4+/CD8+低下                                               | - 夏型過敏性肺炎 - 特発性器質化肺炎（COP） - 粟粒結核 - 後天性免疫不全症候群(AIDS) - 肺胞蛋白症  |

### 含鉄小体

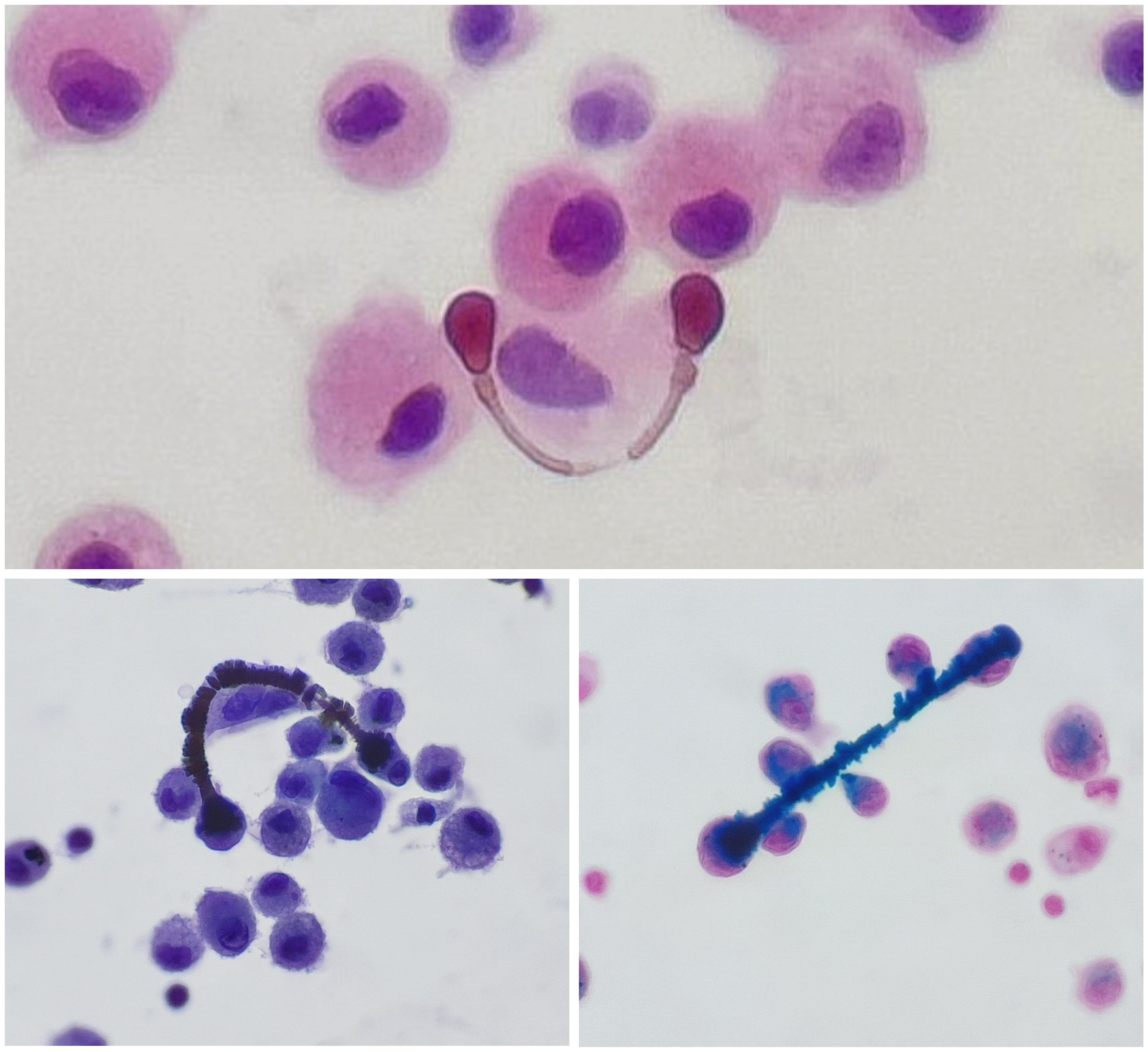
含鉄小体（アスベスト）−BAL

含鉄小体とは、吸入されたアスベストなどの無機質の線維がマクロファージに貪食され、周囲に鉄に富む蛋白が沈着したものである。長い線維を囲むビーズないしバトン様の形をとり、鉄染色で染まる。
アスベスト暴露歴との関連から、アスベスト小体（石綿小体）と呼ばれたこともあったが、アスベスト以外のガラス繊維、炭化ケイ素などの無機質の線維からも生じるため、含鉄小体とよばれるようになった。